# Oëy
Oëy is een plaats in het Franse departement Meuse.

## Geschiedenis
Op 1 januari 1973 fuseerde Oëy met Chennevières en Morlaincourt  tot de gemeente Chanteraine. De voormalige gemeenten kregen de status van commune associée.

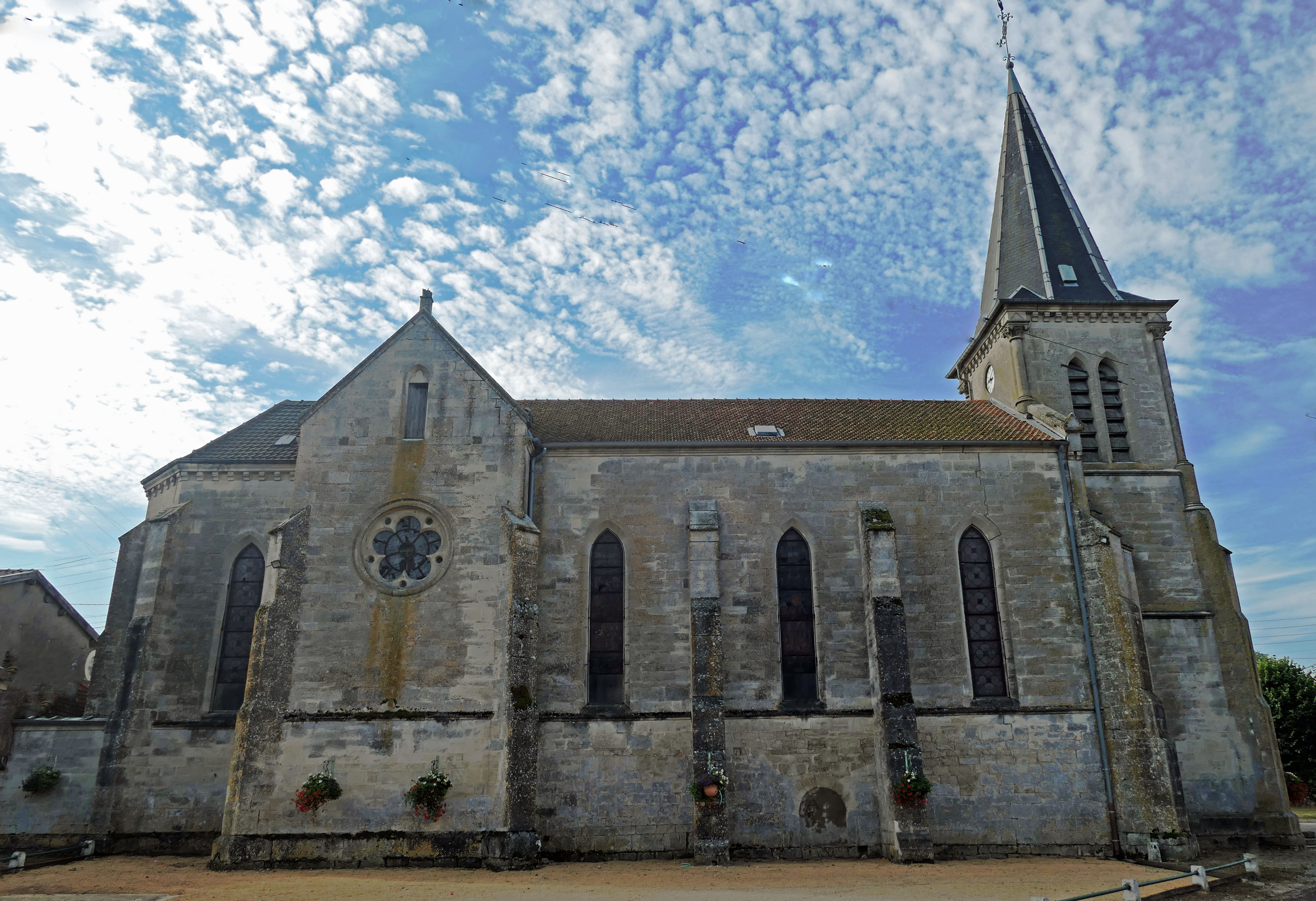
De kerk van Oëy

Chennevières · Morlaincourt · Oëy